# Classe Grisha
Classe Grisha è il codice identificativo, in ambito NATO, corrispondente alla classe di corvette sovietiche Progetto 1124 Albatross, prolifica e moderna classe costruita dall'Unione Sovietica tra gli anni settanta e il decennio successivo.
Una classe di navi molto simili (la classe Parchim) venne varata nella Germania Est e si differenziava più che altro per il fatto che i missili SA-N 4 erano sostituiti dagli SA-N 5, molto meno potenti (la versione navale degli SA-7), con lanciatori quadrinati.

## Progetto
Nate per rimpiazzare la moltitudine di navi sovietiche da pattugliamento costiero realizzate nei decenni precedenti, ed integrare a basso costo le navi coeve di maggiore tonnellaggio (come le Krivak), le Albatross/'Grisha' sono state progettate con alcune, significative innovazioni.
Esse dovevano garantire l'espletamento delle loro missioni di pattugliamento Lotta antisommergibile (ASW)) e di scorta costiera, resistendo al cattivo tempo, con un armamento sufficiente per la lotta antisommergibili, ma anche per difendersi dagli attacchi aerei e missilistici durante tali missioni. Naturalmente, dato il limitato dislocamento disponibile non era seriamente ipotizzabile la presenza di un elicottero di bordo, né quella di sistemi missilistici pesanti e complessi.
Lo scafo è di struttura molto robusta, con un alto bordo libero e un'altezza aggiuntiva di un ponte a mezza nave.
Le sovrastrutture sono molto basse e raccolte, e nell'insieme appare chiaro che il progetto è stato concepito con in mente la tenuta al mare in condizioni estreme, come quelle del Mare di Barents o del nord Pacifico. L'impressione generale è di una grande solidità e forza.
Pur perdendo un poco in grazia ed eleganza rispetto ad unità quali le 'Mirka', non c'è dubbio che la struttura, simile a quella di una baleniera, si sia dimostrata molto funzionale, come dimostra anche la prolificità della classe, chiaramente considerata, nei suoi limiti di dislocamento, efficiente.
Le alette antirollio sono state un'importante aggiunta, per rendere stabile la nave con moto ondoso molto rilevante, e migliorare il rendimento dei sensori (e dell'equipaggio). Se si considera che sono state prese fotografie delle navi letteralmente con la prua sollevata sull'acqua per effetto delle onde, si può capire come l'impiego su mari ed oceani sia una sfida per simili, piccole imbarcazioni, e quindi le soluzioni tecniche non sono mai eccessive per preservarne l'integrità, specie se si deve correre ad alta velocità nel tentativo di inseguire i sottomarini, o di sfuggire ai pattugliamenti aerei.
L'equipaggio, 60 uomini, è ridotto rispetto alla mole della corvetta.

## Apparato propulsivo
L'apparato propulsivo è decisamente innovativo rispetto ad altre unità navali. Si tratta infatti di una delle primissime -se non la prima- applicazioni del concetto CODAG, ovvero la combinazione Diesel/turbine a gas.
I primi servono per la navigazione in crociera, a velocità economiche (max. forse 20 nodi) e con consumi ridotti, la turbina da 18000 hp. serve invece per la propulsione ad alta velocità, tale da consentire di superare abbondantemente i 30 nodi e di inseguire anche gli SSN più veloci (mare permettendo, chiaramente: per i sottomarini lo stato del mare non è una variabile importante, per le navi sì).
Mettendo nello stesso scafo le turbine (ideali, leggere e potenti come sono, per le alte velocità) e diesel (affidabili, bassi consumi specie alle velocità di crociera) si è realizzato un buon livello di compromesso tra leggerezza, velocità, autonomia. Non è facile come sembra, perché spesso i diesel tendono ad appesantire una nave, costringendola ad andare a velocità troppo basse, oppure ad usare le turbine per raggiungere una velocità accettabile, ma queste causano un consumo elevato, a maggior ragione se vengono impiegate a basso regime, dove sono poco efficienti.
Ma se il CODAG viene realizzato, allora è la migliore combinazione possibile. Oltretutto, in tale caso non si tratta di CODOG (Diesel 'or' gas), ovvero tutti i motori possono essere azionati in simultanea. Pare che la turbina sia abbinata ad un unico asse. La velocità e l'autonomia che ne derivano sono, nel complesso, certamente soddisfacenti per le missioni attribuite alle corvette Albatross.

## Armamento
L'armamento e i sensori sono adeguati alle esigenze, essenzialmente legate alla caccia ASW, all'autodifesa da missili e aerei durante i pattugliamenti e eventualmente, alla scorta a naviglio vario.
Tutte le navi hanno 2 sistemi d'arma principali, con 1 postazione a pua e 1 a poppa. In genere per l'arma di prua si tratta di un lanciamissili SA-N 4 'Gecko', ovvero il sistema Osa/Romb dell'esercito (noto come SA-8) navalizzato, ed entrato in servizio probabilmente proprio con queste navi.
Esso ha una guida a comando radio, una portata di 10–15 km e capacità d'ingaggio su bersagli di velocità fino a 500 m/s. Il peso è di circa 200 kg, molto per un missile radioguidato, tanto che vari analisti avevano supposto che esso avesse cercatori semiattivi o simili. La rampa di lancio è particolarissima: per proteggerla dalle onde e dal gelo, essa è retrattile, con una caratteristica e visibile piattaforma rotonda che si apre e richiude a metà. Sotto vi è una rampa binata molto snella e leggera, con un lanciatore da 18 colpi e carica automatica. La rampa è stata per anni una specie di chimera per l'intelligence occidentale, essendo totalmente diversa dall'installazione dell'esercito. Le foto che la ritraggono sono a tutt'oggi rarissime, proprio per via del fatto che normalmente è tenuta sottocoperta.
Pare che il missile sia utilizzabile anche contro bersagli navali, caratteristica non da poco per una corvetta che non ha missili dedicati allo scopo.
La torre AK257 è binata, con 2 armi da 57mm e cadenza di 240c.min., ed è un'arma dal disegno assai moderno, con una cupola metallica che protegge i cannoni e un radar di tiro a poppa dedicato. Dopo le prime unità si è giunti alla AK-176 con un cannone da 76mm, che offre spolette di prossimità, molto più efficaci nel ruolo antimissile (strano ma vero, i 57mm sovietici vennero lasciati senza spolette di questo tipo). Il raggio utile di tiro è di 6 km antiaerei, 12-15 antisuperficie per proiettili ad alta velocità da 2,8 kg (6 col 76 mm).
I CIWS eventualmente presenti sono gli ADG-630 da 5000c.min., calibro 30 mm, molto efficaci contro missili antinave ed altri bersagli entro i 2-3000 metri.
I lanciasiluri sono per armi pesanti autoguidate da 533 mm, essenzialmente ASW, ma esistono forse anche modalità di ricerca antinave.
I lanciarazzi sono i RBU-6000, a caricamento automatico, capaci di essere usati contro sottomarini e persino in funzione antisiluro, entro i 6000 metri. Essi sono l'ultimo e più efficace dei numerosi lanciarazzi navali sovietici, e le loro armi da 120 kg (21 per la testata) e 250 mm di calibro sono efficaci ordigni contro sottomarini di ogni genere, anche perché, molto più veloci di un siluro e praticamente insensibili alle contromisure, con la loro spoletta ad impatto o di prossimità. 120 ordigni sono disponibili (5 ricariche) nel deposito sottostante, e sono ricaricabili sul lanciatore a ferro di cavallo, con 12 tubi, automaticamente.
I sensori ASW sono anch'essi di tutto rispetto, con un sonar a scafo a bassa frequenza, e uno a profondità variabile a media. Esso è importante, perché nelle condizioni di mare agitato e/o ad alte velocità la portata utile dei sonar a scafo si riduce quasi a zero, differentemente da quelli rimorchiati, che possono anche guardare sotto gli strati d'acqua, che hanno la caratteristica, se di differente salinità e temperatura, di riflettere le onde in maniera anomala, cancellando spesso i sottomarini anche quando si potrebbero avvistare.
La dotazione elettronica in generale appare ragionevolmente adeguata alle esigenze, ma almeno all'inizio il settore della difesa elettronica era troppo scarso, limitandosi ad un 'Watch dog'.
Infine, le 'Grisha' hanno anche rotaie per alcune decine di mine. Essendo veloci e ben armate, esse sono state considerate, come quasi tutte le navi sovietiche medio-piccole, vettori ideali per depositare mine. L'URSS aveva non meno di 500.000 ordigni di vario tipo, in genere da 500 o 1000 kg, tanto da costituire con essi una minaccia tra le più gravi per le marine NATO, specialmente per quella USA che è sempre stata carente quanto a capacità antimine (come si vide anche nella guerra del 1991).

## Evoluzione
Le Albatros/Grisha, sostanzialmente l'estrema evoluzione delle corvette del periodo bellico come le  'Gabbiano' o le 'Hunt' inglesi, hanno dato luogo ad almeno 5 sottoclassi:

### Grisha-I
Numero di progetto russo: 1124

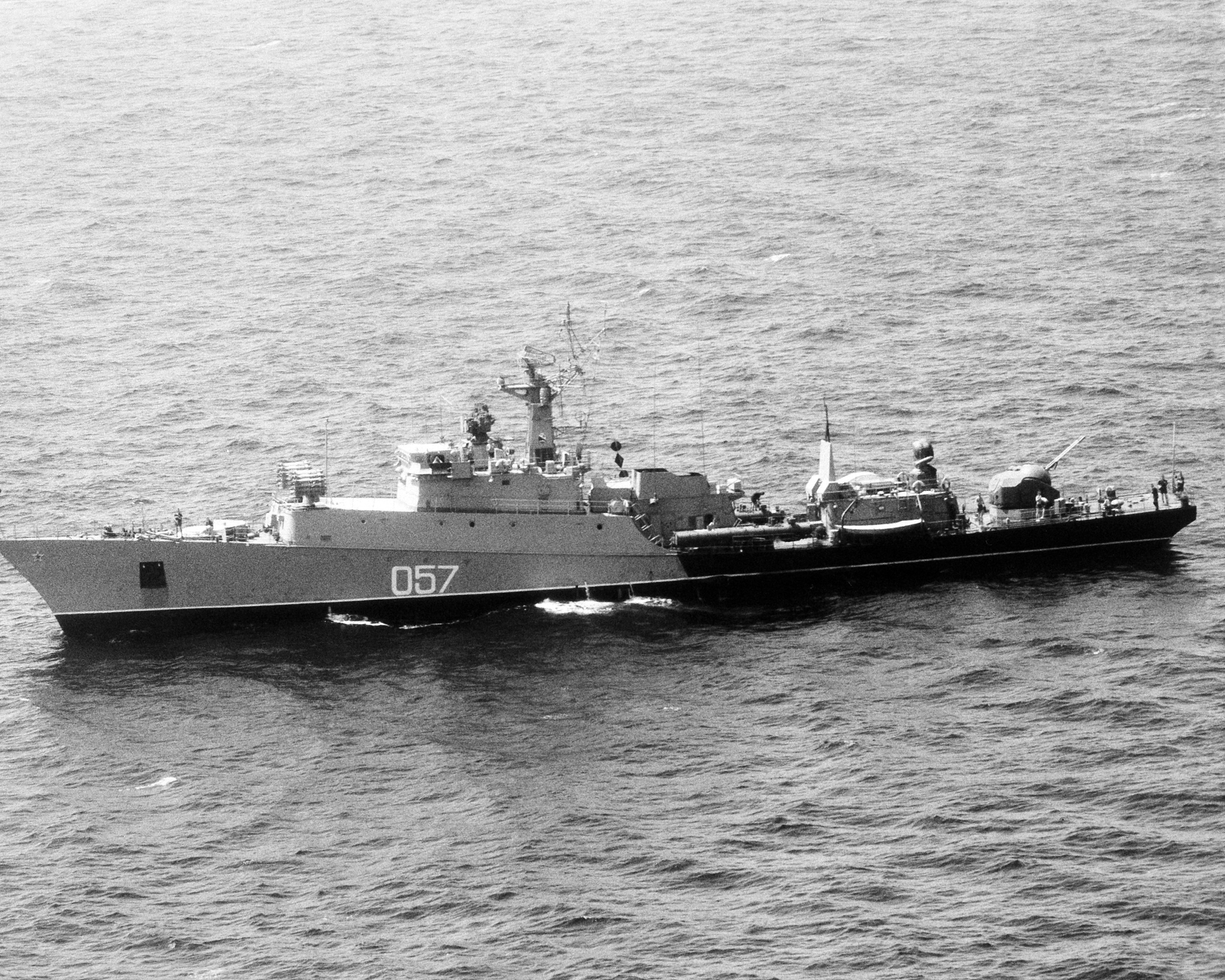
Grisha-I, Progetto 1124

La classe Albatros (in russo Альбатрос?, Al'batros, nome in codice NATO: Grisha-I) fu una serie di 12 grandi corvette antisommergibile costruite dall'Unione Sovietica tra il 1970 e il 1974. Queste navi avevano un'autonomia relativamente limitata e potevano essere usate solo in acque costiere. Erano armate con un cannone binato poppiero da 57 mm, un lanciatore prodiero per il missile superficie-aria SA-N-4, due tubi lanciasiluri binati da 533 mm e due lanciarazzi RBU-6000.
Tutte furono equipaggiate con alette di stabilizzazione retraibili. La designazione della marina sovietica fu Malyj Protivolodočnyj Korabl' ("piccole navi antisommergibile").
Furono costruite in totale 16 unità. Fino al 1997 erano ancora in servizio sette unità, ma per il 1999 erano state tutte ritirate.

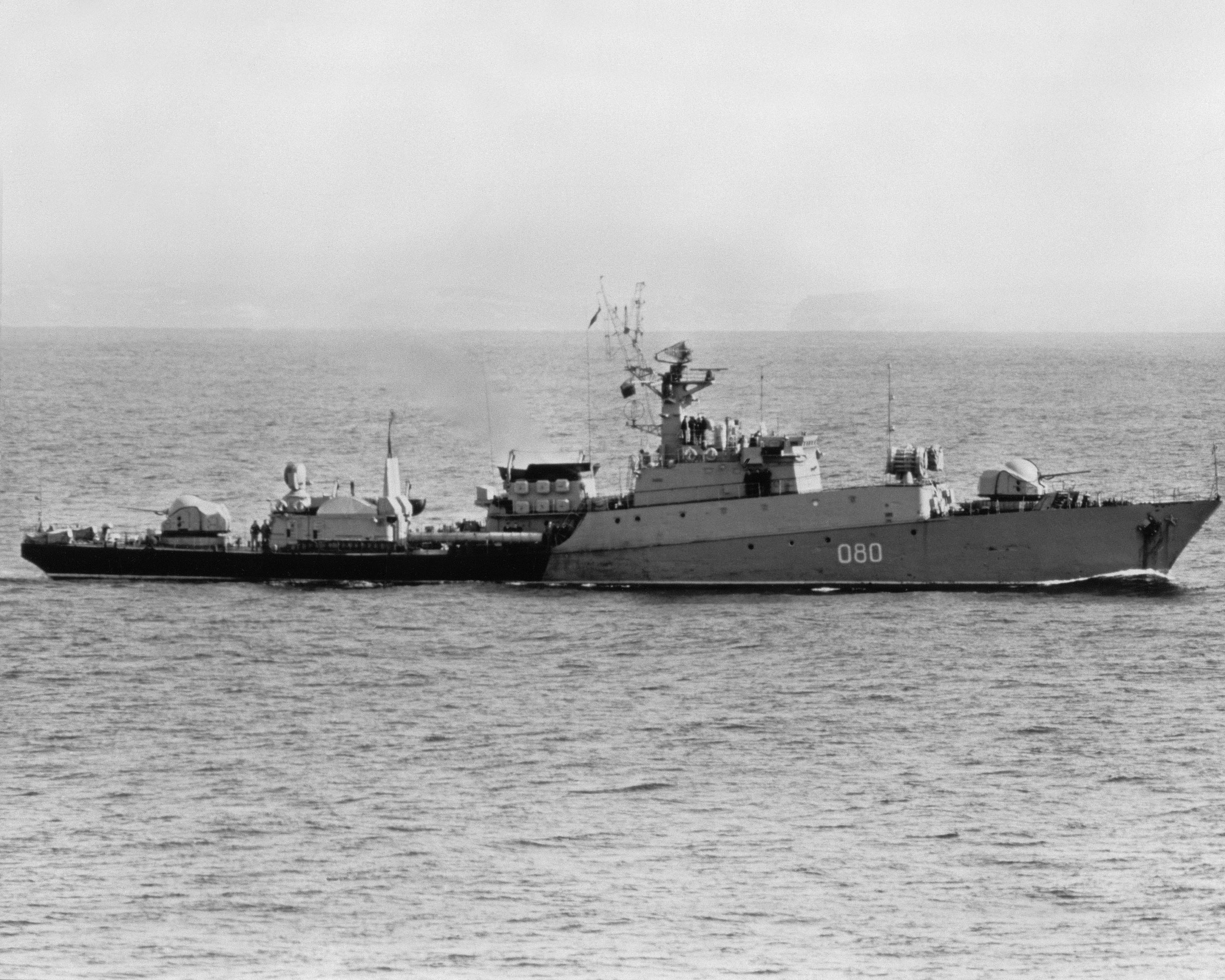
Grisha-II, Progetto 1124P

### Grisha-II

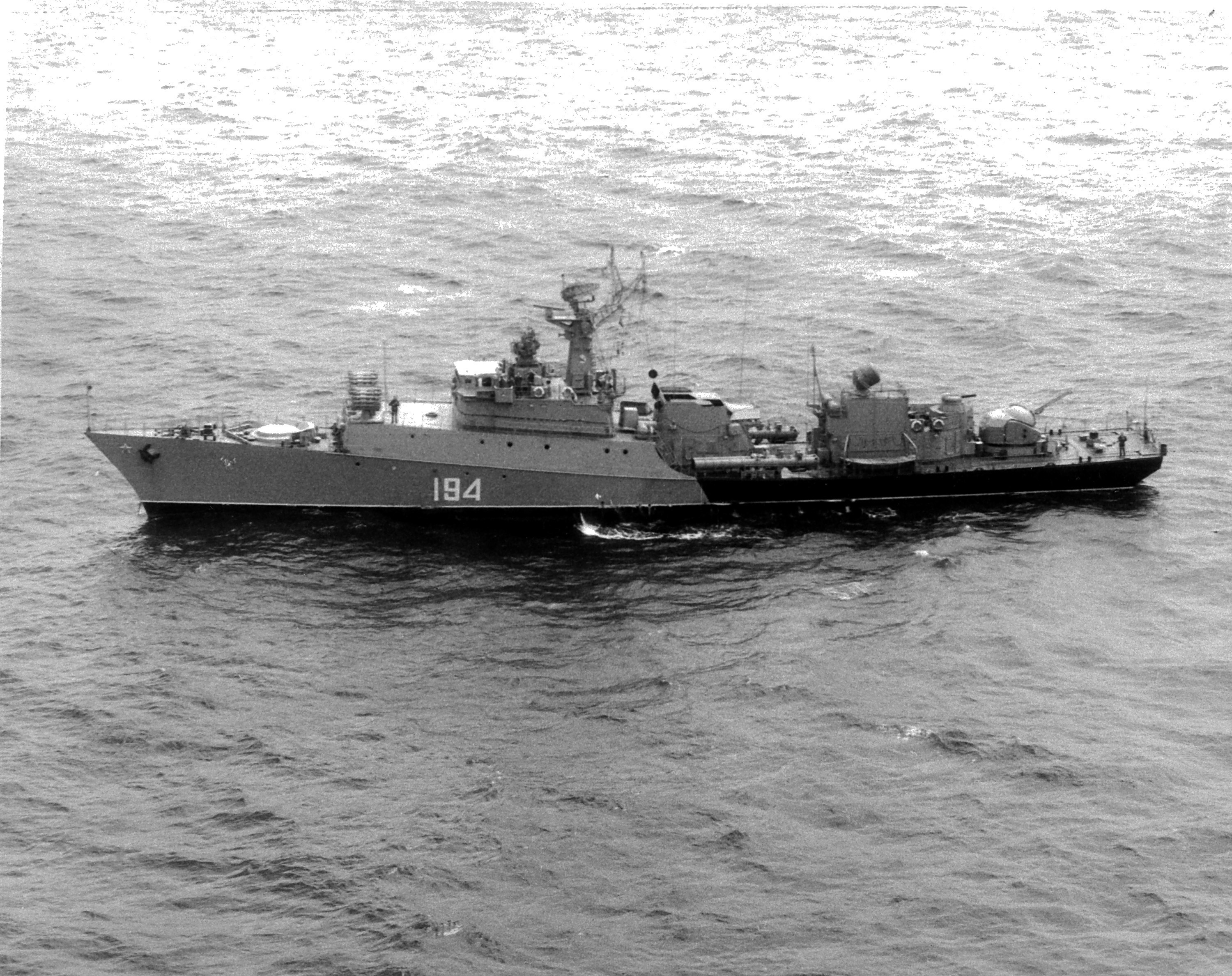
Grisha-III, Progetto 1124

Numero di progetto russo: 1124P
La classe Grisha-II venne costruita come pattugliatore costiero per il KGB. Il sistema lanciamissili SAN-4 venne sostituito con un cannone da 57 mm, più utile per navi di pattugliamentoal . Vennero costruite 12 navi negli anni settanta. Due vennero costruite alla marina Ucraina e circa dieci sono ancora in servizio per la Russia. 

### Grisha-III
Numero di progetto russo: 1124M
La classe Grisha-III furono costruite alla fine degli anni settanta, inizio anni ottanta, queste incorporavano diverse piccole modifiche e una nuova elettronica. La torretta poppiera da 57mm fu sostituita con un cannone da 76mm, questo e il CIWS AK-630, gatling da 30mm, incrementavano la capacità antimissili, ma anche quella antisuperficie. Furono prodotte almeno 32 navi di questa classe, 20 rimanevano in servizio per la Russia a tutto il 1999.

### Grisha-IV
Numero di progetto russo: 1124K
Venne prodotta una singola nave della classe Grisha-IV. Questa fu una nave prova per il sistema missilistico di SAN-9.

### Grisha-V
Numero di progetto russo: 1124ME

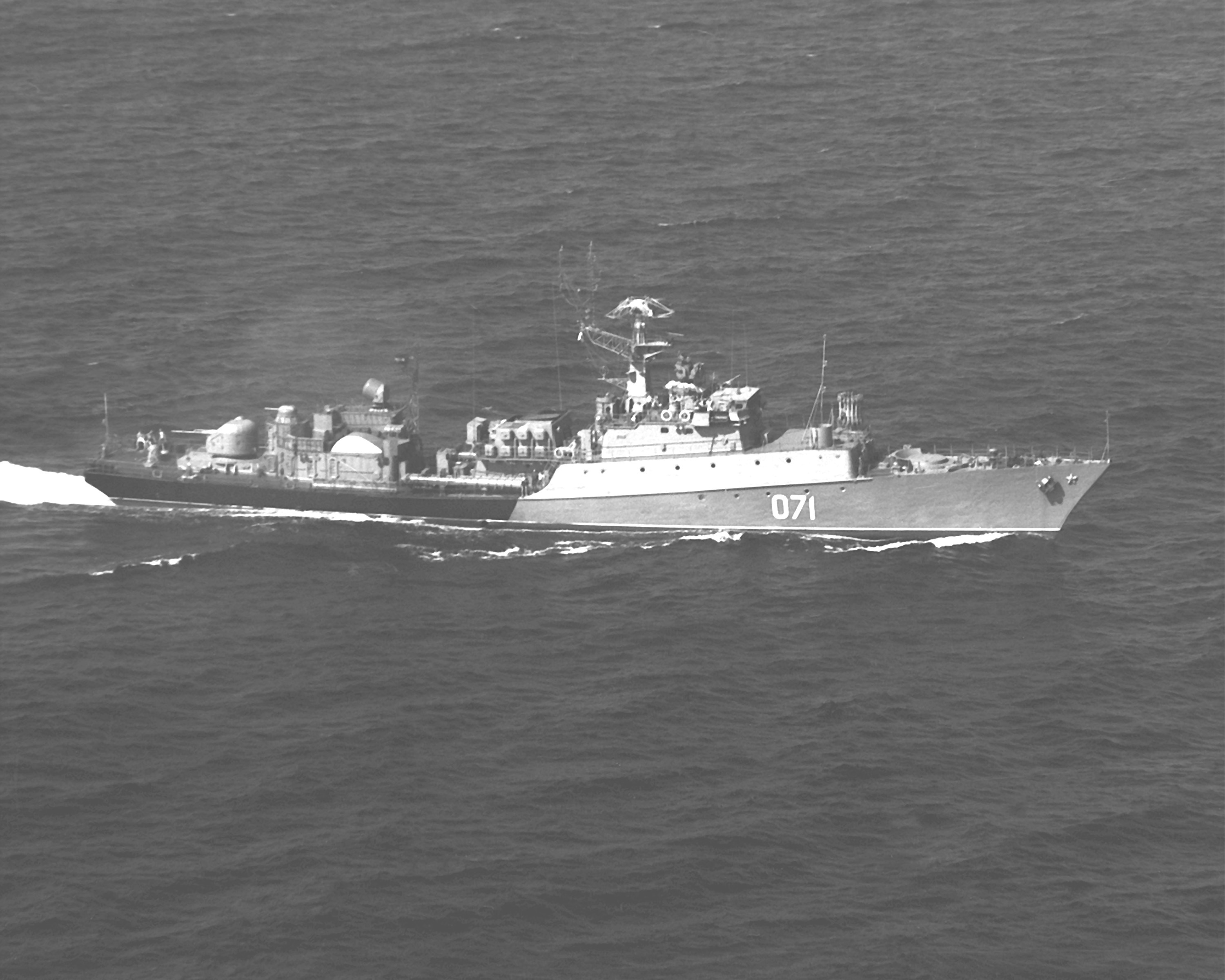
Grisha-V, Progetto 1124M

Le navi della classe Grisha-V vennero costruite tra il 1985 e il 1994. Queste incorporavano ulteriore modifiche. Circa 28 navi rimangono in servizio per la Russia. Almeno 32 navi vennero prodotte. Molte delle quali sono ancora in servizio, o almeno in riserva.